# Patricia Fernández de Lis
Patricia Fernández de Lis és una periodista i docent especialista en economia, ciència i tecnologia.
Es va llicenciar en periodisme per la Universitat Complutense de Madrid en 1995, l'any 2002 va rebre la beca German Marshall de joves líders europeu, en 2012 fou becada per la Fundació Knight. Durant més de deu anys va col·laborar a El País i en 2007 va ser fundadora i redactora en cap de la secció de Ciències del diari Público, de les més extenses de la premsa europea, secció per la qual va rebre el premi Prisma 2010 Especial del Jurat de la Casa das Ciencias de La Corunya. En 2011 va rebre el premi Mario Bohoslavsky de la Sociedad para el Avance del Pensamiento Crítico per les seues aportacions a la lluita contra les pseudociències. Des de 2012 dirigeix el web MATERIA sobre informació de ciència, tecnologia, salut i medi ambient en castellà, i en 2014, s'associa amb El País, i Patricia és nomenada redactora en cap de Ciencia y Tecnología del diari.
És docent del màster en Comunicació de la Ciència, la Tecnologia i el Medi Ambient en la de la Universitat Carles III de Madrid.